# James Barry (malarz)

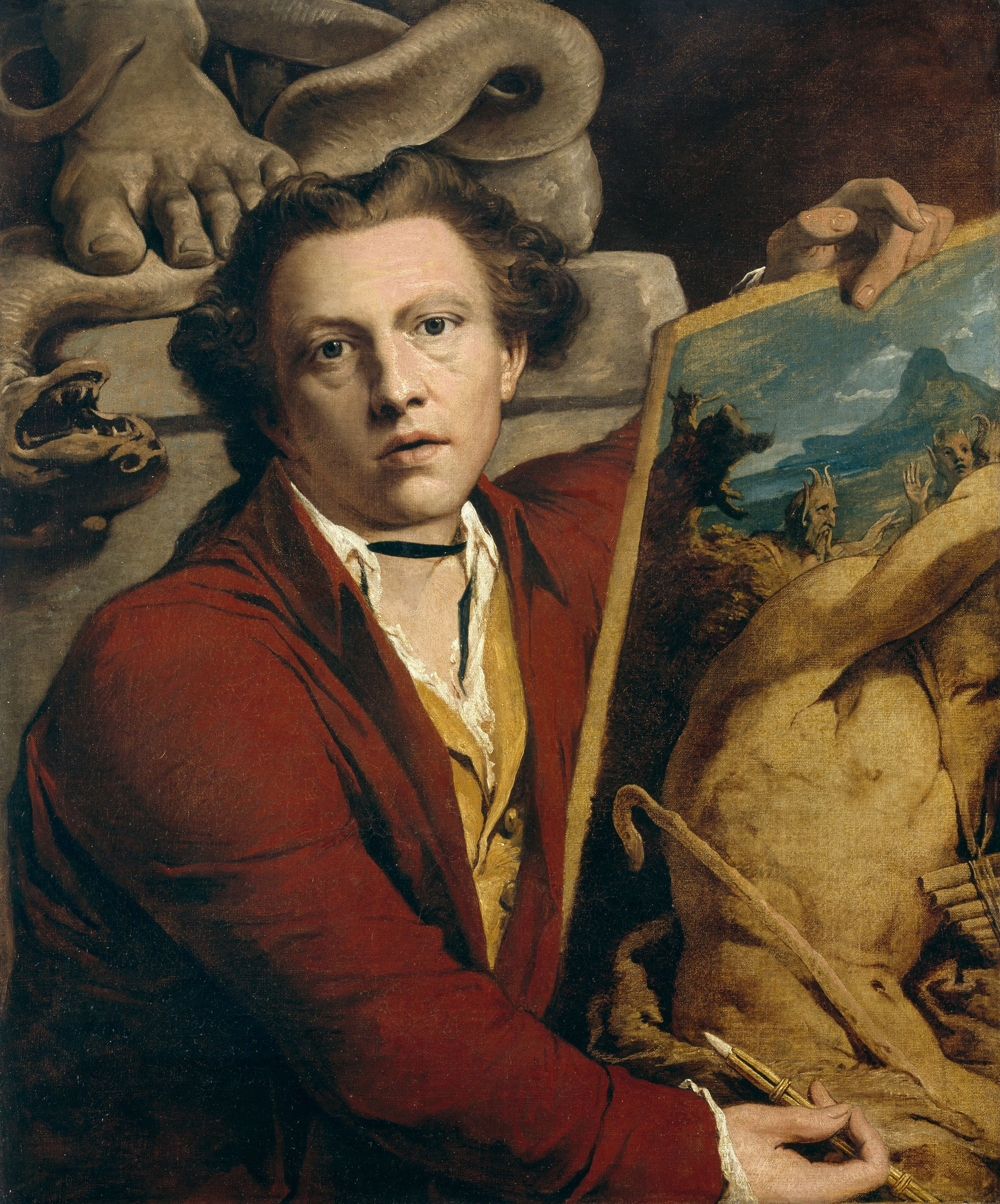
Autoportret, 1803

James Barry (ur. 11 października 1741 w Corku, zm. 22 lutego 1806 w Londynie) – irlandzki malarz historyczny.
Urodził się w Cork w irlandzkiej prowincji Munster i od wczesnej młodości wykazywał nieprzeciętne uzdolnienia plastyczne. W 1763 przybył do Dublina, gdzie poznał pisarza i polityka Edmunda Burke, który namówił go do przeniesienia się do Londynu, a następnie sfinansował pobyt w Rzymie. Młody artysta przebywał we Włoszech w latach 1766-1771, poznając dzieła renesansowych twórców i zabytki starożytności. Po powrocie do Londynu był już ukształtowanym twórcą. Zajmował się przede wszystkim malarstwem historycznym, tworzył też akwatinty. Przez całe życie był wierny naukom Joshuy Reynoldsa, uprawiał malarstwo patetyczne o podniosłej tematyce. Jego najbardziej znanym dziełem był cykl malowideł dekoracyjnych Rozwój kultury ludzkiej (1777-1783) przeznaczonych dla Society of Arts w Londynie.
W 1782 James Barry został profesorem malarstwa w Royal Academy. Jednak gwałtowny i agresywny charakter przekonanego o własnym geniuszu malarza doprowadził do wyrzucenia go z Akademii w 1799. Był to odosobniony przypadek w całej historii Royal Academy. Barry zmarł w ubóstwie w 1806, pochowano go katedrze św. Pawła w Londynie.
Jego siostrzeńcem był znany chirurg James Barry.